# Wiśniowski (przedsiębiorstwo)
Wiśniowski – polskie przedsiębiorstwo z siedzibą w Wielogłowach koło Nowego Sącza, specjalizujące się w produkcji bram garażowych, okien, drzwi i ogrodzeń. 

## Historia
Pierwszą automatyczną bramę garażową Andrzej Wiśniowski zaprojektował i skonstruował w garażu swojego domu w miejscowości Ubiad. W 1989 założył przedsiębiorstwo w miejscowości Wielogłowy, którego hale produkcyjne zajmują obecnie powierzchnię 27 hektarów. 

## Działalność
Przedsiębiorstwo  jest liderem rynku w Polsce, zaś jej produkty sprzedawane są w 45 krajach świata.
Przedsiębiorstwo w grudniu 2021 zatrudniało ponad 2200 pracowników.